# Fort George G. Meade
Das Fort Meade, 40 Kilometer nördlich von Washington, D.C. und etwas südlich von Baltimore in Fort Meade, Anne Arundel County (Maryland) gelegen, ist eine Einrichtung der Streitkräfte der Vereinigten Staaten. Der Standort wurde nach George Gordon Meade benannt, einem General der Unionstruppen im Sezessionskrieg.
Es ist unter anderem Sitz des amerikanischen Geheimdienstes NSA. Ihr Gelände wird auch als Crypto City bezeichnet.

## Geschichte

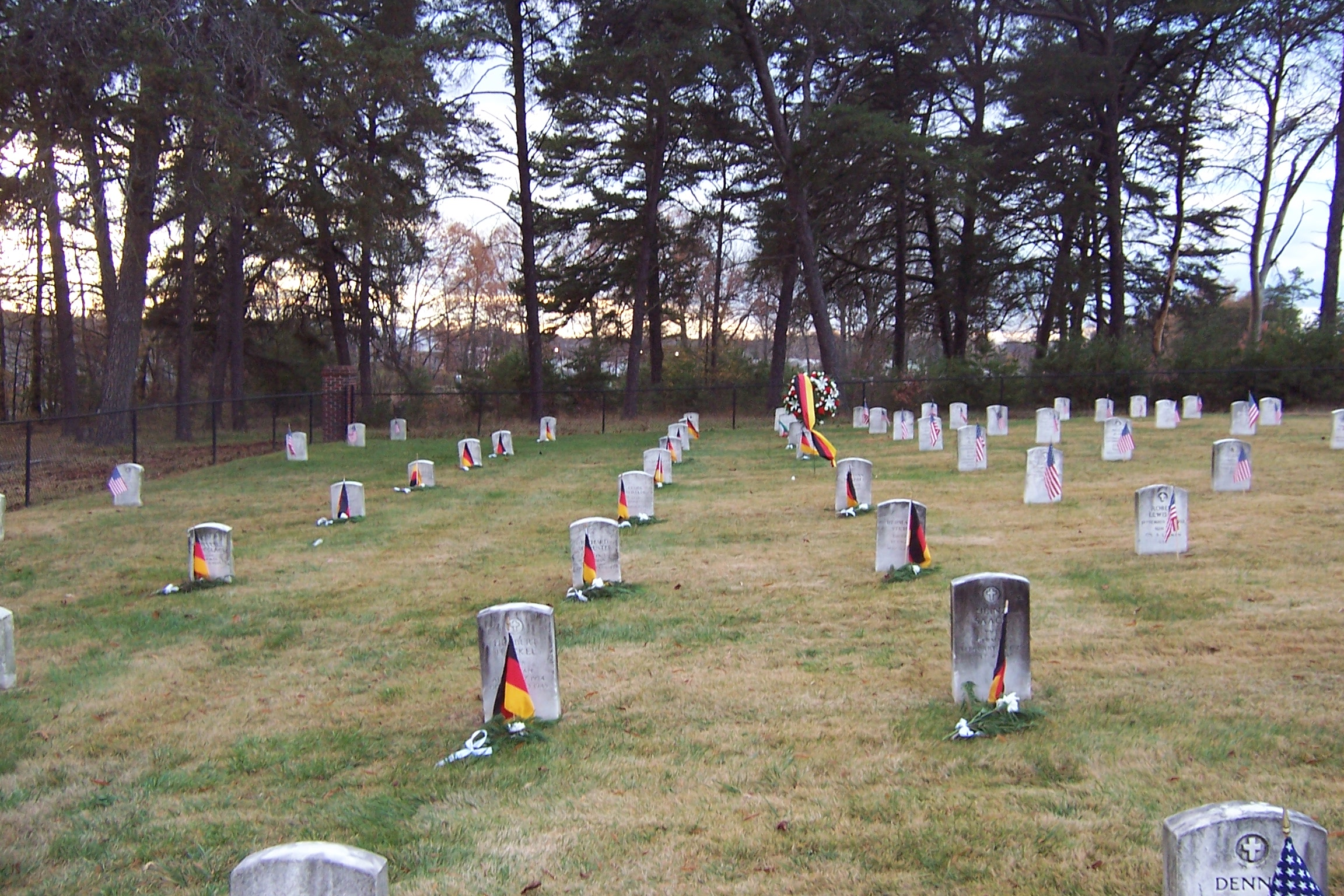
Deutsche Kriegsgräber in Fort Meade am Volkstrauertag 2008

- 1956, als die NSA bereits Gebäude in der Arlington Hall in Virginia und Washington (Naval Security Station) hatte, wurde begonnen, den Komplex in Fort Meade zu errichten. Bald beschränkten sich die Einrichtungen auf Fort Meade, das bis heute Sitz der NSA ist.
- Neben der NSA befinden sich auf dem weitläufigen Gelände verschiedene Ausbildungsstätten und Einrichtungen der Streitkräfte der Vereinigten Staaten, so die Defense Information School, in der Offiziere für die Öffentlichkeitsarbeit ausgebildet werden, sowie das Hauptquartier des militärischen Kurierdienstes der USA (Defense Courier Service).
- Als Folge der Nutzung als Kriegsgefangenenlager im Zweiten Weltkrieg gibt es auch eine deutsche Kriegsgräberstätte mit 33 Gräbern, darunter dem des U-Boot-Kapitäns (U 515) Werner Henke, der 1944 bei einem Fluchtversuch aus Fort Hunt erschossen wurde.
- Öffentlich zugänglich ist das National Cryptologic Museum mit einer Ausstellung zur Geschichte der Kryptologie.

## Lage und Verkehrsanbindung
Fort Meade liegt in unmittelbarer Nähe des Baltimore-Washington International Airport und des Tipton Airports. Außerdem wird der Stützpunkt durch mehrere Anschlussstellen des Patuxent Freeway und Baltimore-Washington Parkway erschlossen.